# La Liga 1941-1942
Statisticile pentru sezonul La Liga 1941-1942.
La acest sezon au participat următoarele cluburi: 
| - Athletic Bilbao - Athletic Aviación de Madrid - FC Barcelona - CD Castellón - Celta de Vigo - Deportivo La Coruña - RCD Espanyol |  | - Granada CF - Hércules CF - Real Madrid C.F. - Real Oviedo - Real Sociedad - Sevilla FC - Valencia CF |

## Clasament
| Poziție | Club                        | M  | V  | E | Î  | GÎ | GP | Puncte | A   | Comentarii                    |
| ------- | --------------------------- | -- | -- | - | -- | -- | -- | ------ | --- | ----------------------------- |
| 1       | Valencia CF                 | 26 | 18 | 4 | 4  | 85 | 39 | 40     | 46  | Campion                       |
| 2       | Real Madrid C.F.            | 26 | 14 | 5 | 7  | 65 | 43 | 33     | 22  |                               |
| 3       | Athletic Aviación de Madrid | 26 | 14 | 5 | 7  | 50 | 44 | 33     | 6   |                               |
| 4       | Deportivo La Coruña         | 26 | 12 | 4 | 10 | 36 | 37 | 28     | -1  |                               |
| 5       | Celta de Vigo               | 26 | 11 | 6 | 9  | 53 | 58 | 28     | -5  |                               |
| 6       | Sevilla FC                  | 26 | 10 | 7 | 9  | 58 | 45 | 27     | 13  |                               |
| 7       | Athletic Bilbao             | 26 | 10 | 7 | 9  | 55 | 41 | 27     | 14  |                               |
| 8       | CD Castellón                | 26 | 10 | 6 | 10 | 54 | 63 | 26     | -9  |                               |
| 9       | RCD Espanyol                | 26 | 10 | 6 | 10 | 49 | 42 | 26     | 7   |                               |
| 10      | Granada CF                  | 26 | 10 | 5 | 11 | 64 | 52 | 25     | 12  |                               |
| 11      | Real Oviedo                 | 26 | 8  | 7 | 11 | 42 | 63 | 23     | -21 |                               |
| 12      | FC Barcelona                | 26 | 8  | 3 | 15 | 57 | 66 | 19     | -9  |                               |
| 13      | Hércules CF                 | 26 | 6  | 5 | 15 | 42 | 71 | 17     | -29 | Relegated to Segunda División |
| 14      | Real Sociedad               | 26 | 5  | 2 | 19 | 31 | 77 | 12     | -46 | Relegated to Segunda División |